# غازي علي
غازي علي باجراد (1937 - 9 نوفمبر 2021) موسيقار سعودي، ولد عام 1937م في المدينة المنورة التي عاش بها طفولته بعد فقدانه لوالده صغيراً، ورعاية واهتمام والدته به وحرصها على تعليمه في المدينة ثم في جدة حيث درس الإعدادية في المدرسة النموذجية بمدينة الملك سعود التعليمية، التي كان على رأس إدارتها السفير «محمد عبد القادر علاقي».
انتقل إلى القاهرة لدراسة الموسيقى سنة 1960م، حيث كان مولعا بها منذ صغره، وهناك أكمل الثانوية بمعهد الموسيقى، والفضل في ذلك يعود إلى "أبي بكر خيرت"، الذي أنشأ مدرسة ثانوية بالمعهد، تحقيقا لرغبة العديد من الطلاب في دراسة الموسيقى، حيث كان الطلاب يدرسون من الساعة التاسعة صباحا حتى الثانية ظهراً دروسا موسيقية متنوعة، ثم من الساعة الرابعة عصرا إلى الثامنة مساء دروسا علمية متعلقة بالمنهج الثانوي التعليمي، وذلك لمدة ثلاث سنوات، ليتخرج الطالب ويكمل دراسته الموسيقية المتخصصة بالمعهد لمدة أربع سنوات، وبذلك فقد تخرج الموسيقار غازي علي من المعهد سنة 1967م بعد أن قضى به قرابة سبع سنوات في دراسة متخصصة جادة. كان اهتمامه بالموسيقى والغناء قد بدأ مبكراً مما شجعه على التخصص فيه وكانت دراسته بالمعهد العالي للموسيقى القومية (الكونسرفاتوار) بالقاهرة ولمدة سبع سنوات انتهت عام 1967م المعروفة بعام النكسة.

## بداياته الفنية
يعتبر الفنان غازي علي من أهم الفنانين السعوديين، ومن أكثرهم ثقافة، ومن أوسعهم علما بالموسيقى.. استطاع قبل أن يدرس الموسيقى، ويحصل على بكالوريوس التأليف الموسيقي من المعهد العالي للموسيقى القومية (الكونسرفاتوار) في القاهرة، أن يضع يده على مفاتيح التراث لينتج في وقت مبكر جدا مجموعة من الروائع الخالدة: «في ربوع المدينة»، و«شربة من زمزم»، و«يا العشرة» و«يا روابي قبا»

## أغاني من ألحانه
| الأغنية              | الفنان                  | كلمات           | ملاحظات               |
| -------------------- | ----------------------- | --------------- | --------------------- |
| سلام الله يا هاجرنا  | طلال مداح               | طاهر زمخشري     |                       |
| أسمر حليوه           | طلال مداح               | طاهر زمخشري     |                       |
| اسمحوا لي            | طلال مداح               |                 |                       |
| يا ليالينا الجميلة   | وديع الصافي             |                 |                       |
| يا نسيم ياللي رايح   | وديع الصافي             | أحمد صادق       | 1965م.                |
| شكوى                 | فايزة أحمد              | عبد الله الفيصل |                       |
| يا طير               | فايزة أحمد              | عبد الله الفيصل |                       |
| يا ريت طبعك جميل زيك | محمد قنديل              |                 |                       |
| بمفرق الوادي         | سعاد هاشم               |                 |                       |
| مرحبا                | سعاد هاشم               | حسن قرشي        |                       |
| يا شجرة الزنجبيلة    | سميرة توفيق             |                 |                       |
| عنابك طاب واستوى     | سميرة توفيق             | غازي علي        | 1968م                 |
| يا قمري لا تبكي      | فهد بلان                | غازي علي        |                       |
| يا قمرنا يا مليح     | فهد بلان                | لطفي زيني       |                       |
| ها هنا               | سعاد محمد               |                 |                       |
| اجري يا موج          | ماهر العطار             | عبد العزيز سلام | أغنية من فيلم الغروب. |
| هبو بني الإسلام      | أسامة عبد الرحيم        | غازي علي        |                       |
| الناس في بلادي       | علي الحجارسهير طه حسين  | يوسف رحال       | أغنية أطفال 1979م.    |
| أحبتي الصغار         | علي الحجار سهير طه حسين | يوسف رحال       | أغنية أطفال 1979م.    |
| بسم الله             | عبد الله رشاد           | سعود سالم       | أغنية وطنية 1995م.    |
| الوطن                | عبد المجيد عبد الله     | سعود سالم       | أغنية وطنية 2000م.    |
| كلنا مسلمين          | عباس إبراهيم            | سعود سالم       | أغنية وطنية 2003م.    |

## وفاته
توفي يوم الثلاثاء 4 ربيع الآخر 1443هـ الموافق 9 نوفمبر 2021م عن عمر ناهز 84 عاما بعد معاناة مع المرض.